# Partia Ludowa Acehu
Partia Ludowa Acehu (indonez. Partai Rakyat Aceh) – indonezyjskie lewicowe ugrupowanie polityczne działające w autonomicznej prowincji Aceh. Partia została założona w marcu 2006 roku przez lokalnych aktywistów społecznych, drobnych przedsiębiorców oraz rolników. Ugrupowanie jest jednym z niewielu aktywnych politycznie organizacji w Acehu, które sprzeciwia się funkcjonującemu w prowincji prawu Szariatu. Ponadto, partia opowiada się za zmniejszeniem ilości inwestycji zagranicznych oraz promocji lokalnej gospodarki.